# Larinopoda lircaea
Larinopoda lircaea е вид пеперуда от семейство Синевки (Lycaenidae). Видът не е застрашен от изчезване.

## Разпространение
Разпространен е в Ангола, Габон, Демократична република Конго, Екваториална Гвинея, Камерун, Нигерия, Уганда, Централноафриканска република и Южен Судан.